# Trincea coperta
La trincea coperta è una galleria artificiale  costruita con il sistema di scavo a cielo aperto, che prevede lo scavo del tracciato, la copertura e il consolidamento della galleria con cemento armato e la successiva ricopertura con rifacimento del piano stradale, nel caso la galleria fosse stata realizzata al di sotto del piano stradale, o con copertura arborea. La galleria così ottenuta si trova a profondità non troppo elevate, visto il metodo di scavo.